# Muzeum Historii Komputerów i Informatyki
Muzeum Historii Komputerów i Informatyki – muzeum prywatne (w organizacji) poświęcone historii komputerów i informatyki utworzone w Katowicach 12 grudnia 2012 roku.

## Historia

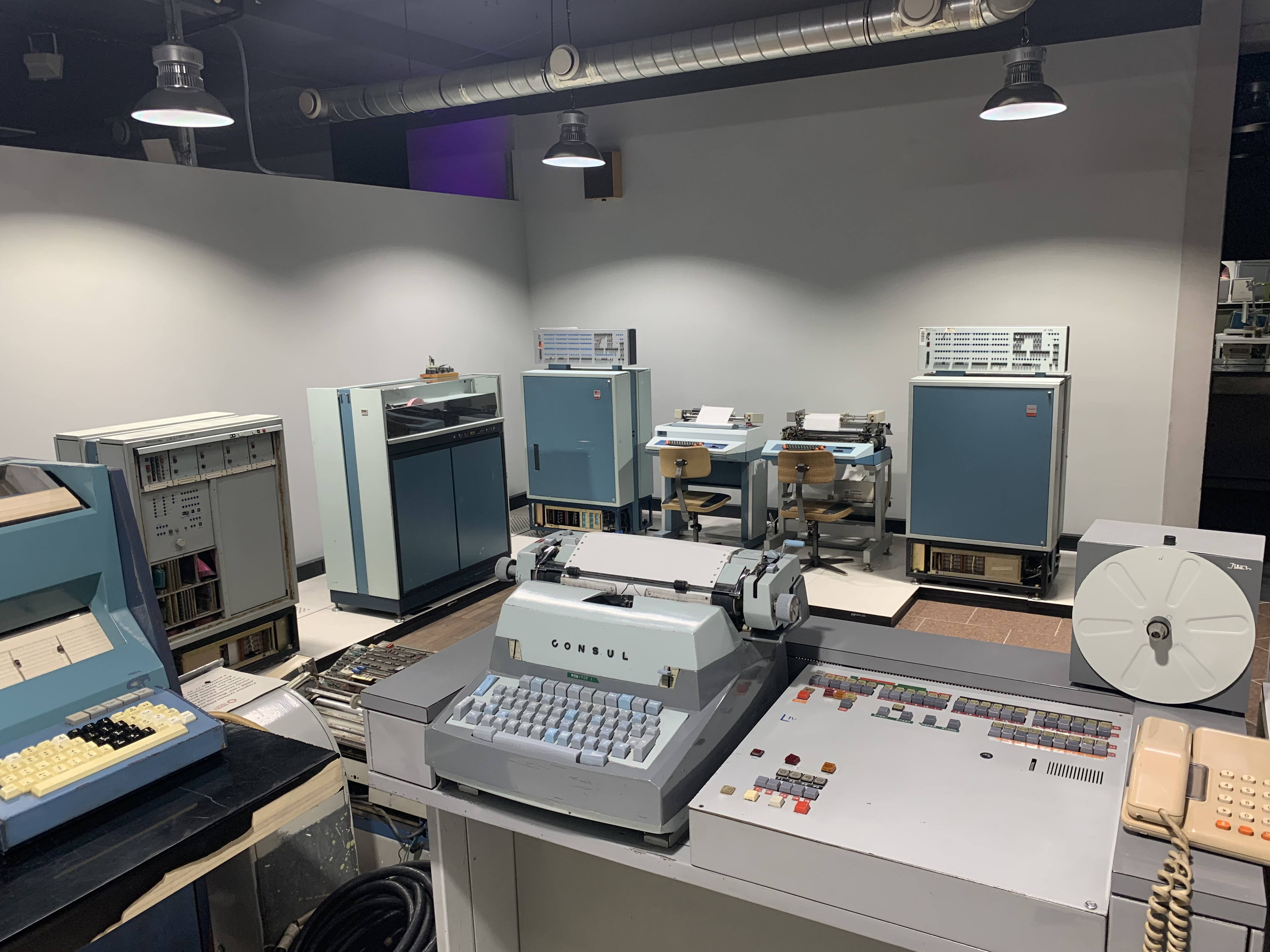
Mały system komputera ODRA 1305

Muzeum na początku prezentowało swoje zbiory w budynku Wyższej Szkoły Mechatroniki. W 2014 przeniosło się do siedziby na pl. Oddziałów Młodzieży Powstańczej (biuro muzeum). W 2016 otwarto ekspozycję w budynku instytucji kultury „Katowice – Miasto Ogrodów”.
25 października 2016 roku otwarto stałą ekspozycję w budynku Katowice Miasto Ogrodów Instytucja Kultury im. Krystyny Bochenek. Ekspozycja przedstawia przekrojowy rys historyczny rozwoju dziedziny IT, prezentując także dorobek rodzimych firm produkujących sprzęt IT. Ekspozycja jest interaktywna. Wśród eksponatów znajduje się także komputer ODRA z jednostką centralną 1305 w odtworzonym Centrum Obliczeniowym, oraz ponad 240 różnych interaktywnych stanowisk. W ekspozycji można prześledzić rozwój mobilnych sprzętów, interaktywnej rozrywki, komputerów 8, 16 i 32-bitowych, poznać ewolucję nośników pamięci, oraz dotknąć takich komputerów jak: Elwro 800 junior, Elwro 804PC, Elwro 801 AT, Meritum, ComPan, Bosman, SMC-10, PRS 4, MK 45, DEC PDP-8. Unikatem jest przekazana przez Akademię Górniczo-Hutniczą w Krakowie, jedyna w Polsce, pozostałość po komputerze ODRA 1304. Placówka posiada czynne pamięci taśmowe ośmiościeżkowe  produkcji japońskiej firmy Fujitsu, Hewlett-Packard, Meramat, IBM, DIGITAL.
Muzeum, jako jedyne w Polsce, prowadzi prace przy odtworzeniu i uruchomieniu systemów komputerowych z serii ODRA 1305, pod przewodnictwem konstruktora inżyniera Romualda Jakóbca. Proces przywracania systemów do ruchu, został nazwany „Operacja Thanasis”. Dnia 26.04.2019 został uruchomiony program zarządzający EXEC na jednostce centralnej przekazanej przez AGH o numerze seryjnym 384, wyprodukowanej w roku 1985, a wyłączonej 1 maja 2010 roku na stacji kolejowej Lublin Tatary.
Od roku 2018 muzeum nawiązało współpracę z The National Museum of Computing z Wielkiej Brytanii, dzięki współpracy, między innymi, prowadzone są prace odtworzeniowe w zakresie oprogramowania do komputerów ODRA 1305.
Od kwietnia do grudnia 2020 nadawany był cotygodniowy program na żywo „Godzinka, czyli dwie” na kanale muzeum w serwisie YouTube.
25 stycznia 2025 roku zmarł Krzysztof Chwałowski, pomysłodawca i jeden z założycieli Muzeum Historii Komputerów i Informatyki

## Zbiory
Składające się na zbiory eksponaty pochodzą z zakupów własnych Muzeum i darowizn. Wśród darczyńców znaleźć można osoby prywatne oraz instytucje, np.: CPU Service sp. z o.o., Kroll Ontrack, MOSiR Zabrze, IBM Serwis, Huta Pokój.
Ekspozycję podzielono na trzy epoki czasowe:
- lata 60.–70. XX wieku
- lata 80.
- lata 90.

21 stycznia 2004 roku podczas targów EXPO 2004 otwarto Muzeum Nośników Danych w Katowicach. Pomysłodawcą powstania muzeum był dyrektor zarządzający firmy MBM Ontrack Marcin Musil. Zbierając eksponaty w 2003 roku firma ogłosiła konkurs 01 zgłoś się. Za przekazanie ciekawego, mającego ponad 10 lat nośnika danych można było wygrać dyski twarde, pamięci flash oraz programy do samodzielnego odzyskiwania danych. Patronami konkursu został miesięcznik Chip oraz portal Onet.pl.
Ekspozycję po zakończeniu targów pokazano w Muzeum Śląskim, a potem w 11 politechnikach na terenie kraju zaczynając od Politechniki Śląskiej, a na Politechnice Warszawskiej kończąc. Potem ekspozycja została przeniesiona do siedziby firmy Ontrack, a gdy otwarto w Katowicach Muzeum Historii Komputerów i Informatyki firma przekazała zgromadzone zbiory do tego muzeum. 
Wśród prezentowanych eksponatów znajdą się m.in. SMC-10, MiSter Z80/ComPan 2.
Muzeum wg stanu na 2017 rok posiada 3943 komputery.

## Galeria

Sala główna Muzeum Historii Komputerów i Informatyki w Katowicach
Sala popularnych komputerów 8-bitowych
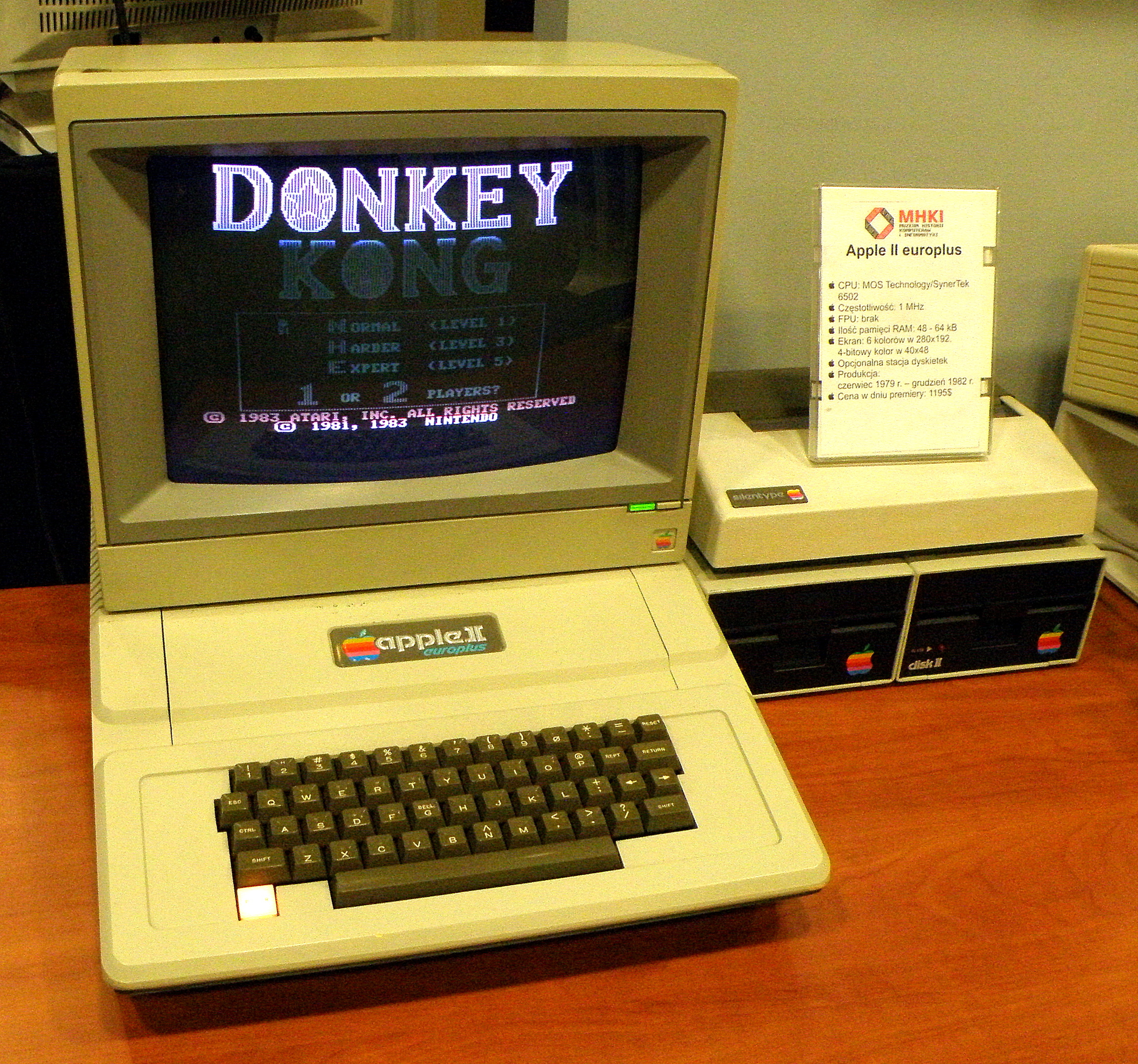
Domowy komputer Apple II na ekspozycji MHKI
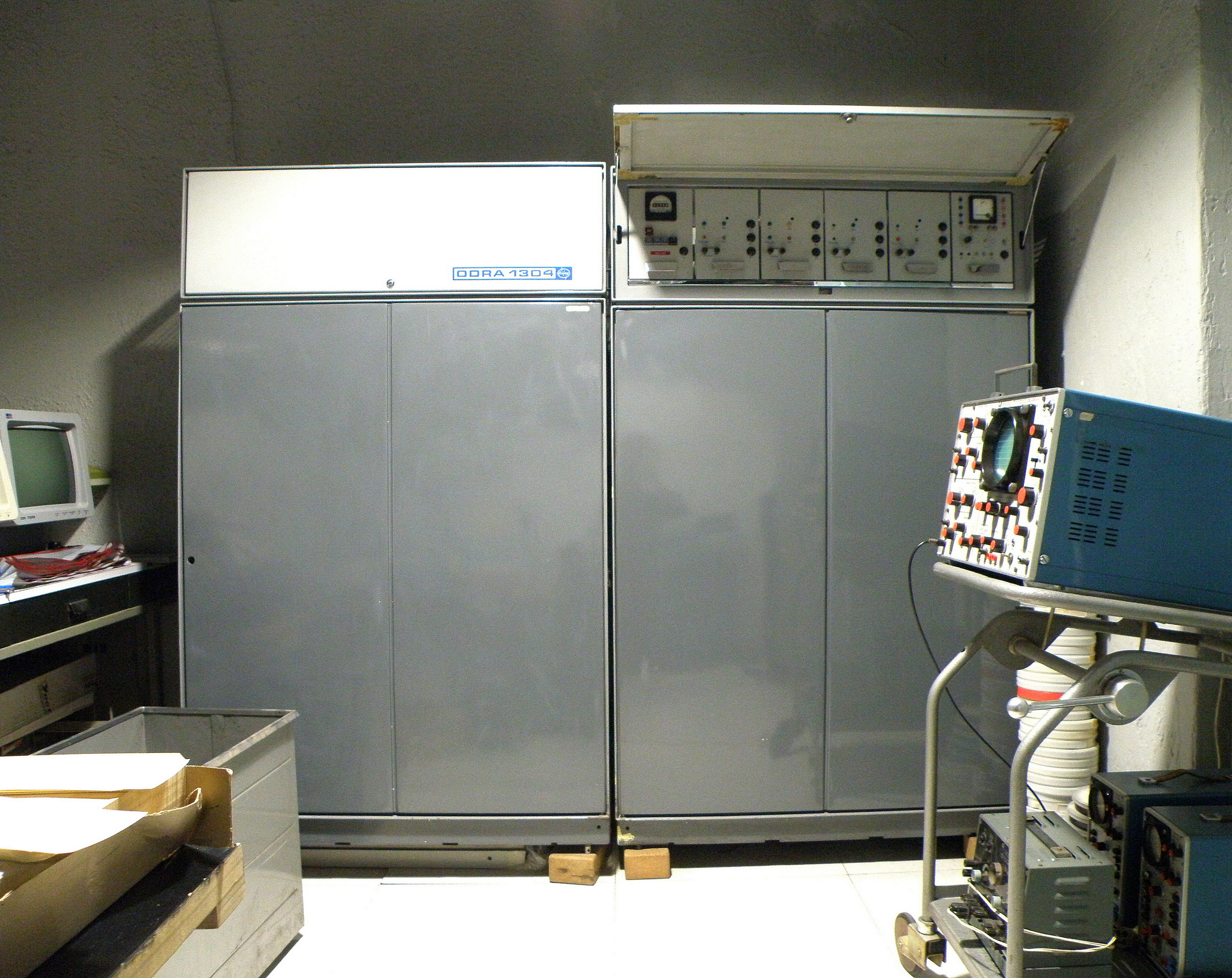
Dwa moduły maszyny cyfrowej Elwro ODRA 1304 używane w AGH z muzealnej kolekcji
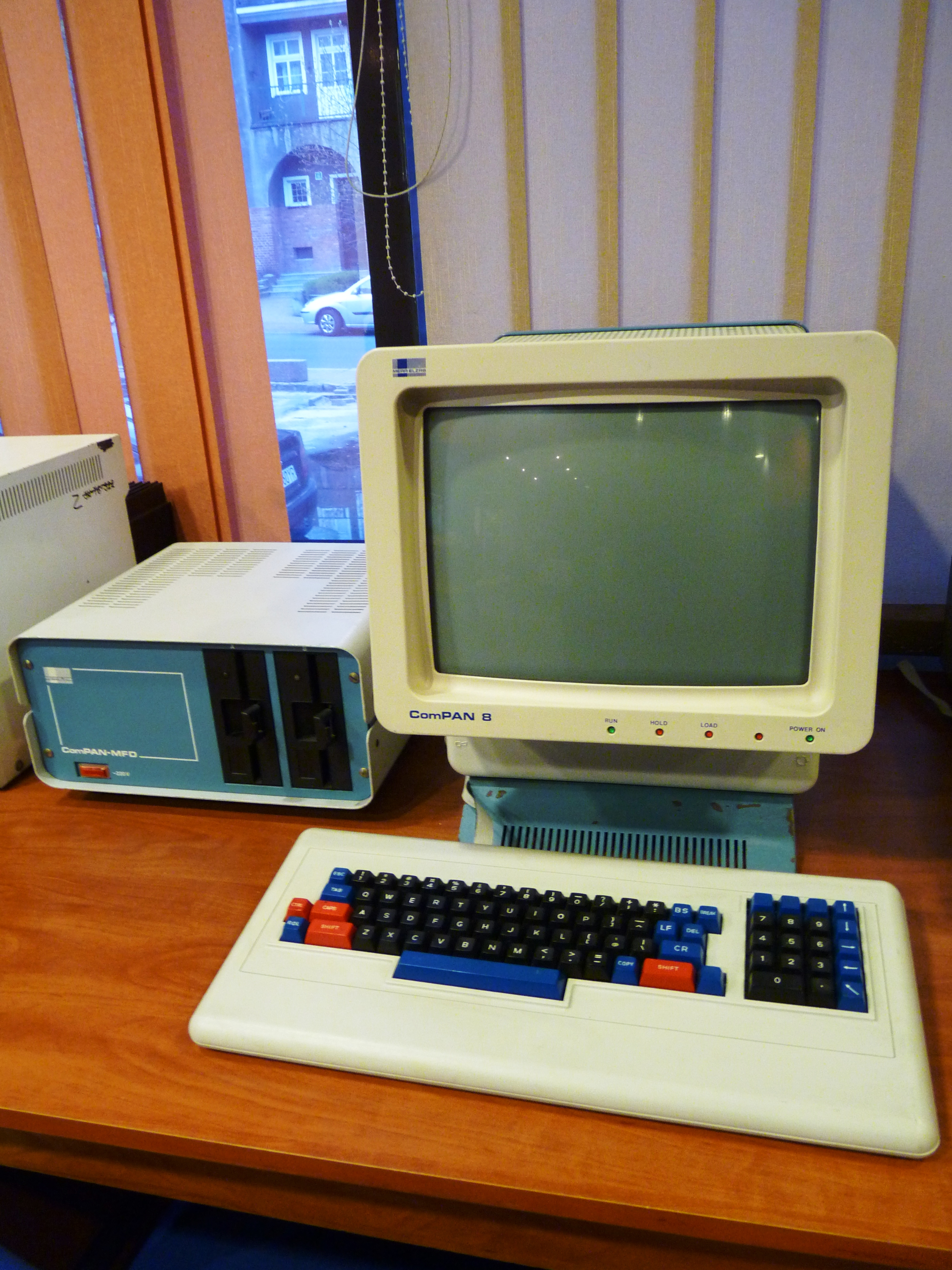
ComPan 8
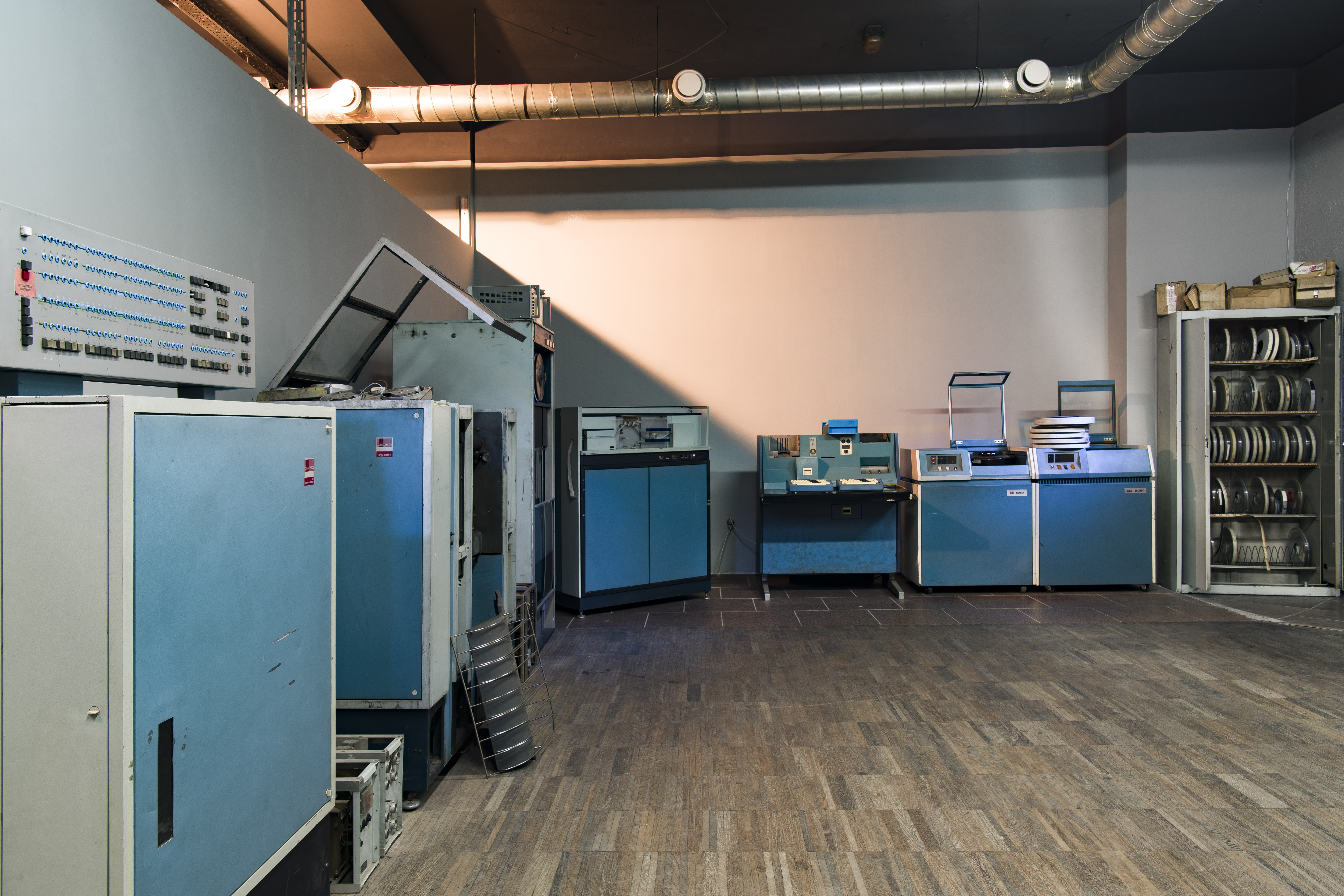
Składniki systemu komputerowego klasy mainframe (od lewej): jednostka centralna, bębnowa drukarka wierszowa, napęd pamięci na taśmach magnetycznych 1/2 cala, czytnik/perforator taśmy papierowej, czytnik kart dziurkowanych, dwa napędy pamięci dyskowej z wymiennymi pakietami.